# Ondřej Brousek
Ondřej Brousek (ur. 28 marca 1981 w Pradze) – czeski aktor, muzyk i kompozytor.
Kształcił się w Konserwatorium Praskim. Następnie zaczął pracować jako aktor w Teatrze na Fidlovačce, później jako kompozytor i reżyser. Stworzył tutaj dziesiątki roli oraz wyreżyserował szereg spektakli (Žena v černém, Záhada, Dvojí hra). Jest autorem muzyki do musicali: Carmen (2003), Kniha džungle (2007), Adéla ještě nevečeřela (2008), Marilyn – překrásné děcko (2013), Nevěsta (2013). Od 2013 r. jest członkiem Teatru na Vinohradach, gdzie pracuje jako aktor i kompozytor.

## Filmografia
- Asi už to začalo (1997) – Ondra
- Metus mortis (1997) – chłopiec
- Pták Ohnivák (1997) – princ Otmar
- Spravedlivý Bohumil (TV) (1998)
- Stín (TV) (1998)
- Stříbrný a Ryšavec (TV) (1998)
- Pelíšky (1999) – Elien
- Ze života pubescentky (1999) – Honza
- Český Robinson (2000)
- Oběti a vrazi (2000) – młody Doubrava
- Elixír a Halíbela (TV) (2001) – princ Upolín
- O ztracené lásce (TV seriál) (2001) – princ Pravoslav
- Prsten kohouta Alektrya (TV) (2002) – Karolín
- Můj otec a ostatní muži (TV) (2003)
- Nemocnice na kraji města po dvaceti letech (serial telewizyjny) (2003) – Jan Blažej
- Bolero (2004) – Patrik Všetečka
- Nemocnice na kraji města – nové osudy (serial telewizyjny) (2008) – Jan Blažej

## Działalność kompozytorska

### Twórczość klasyczna
- Two Invention for Trio (2000)
- Poetic Elegy (for strings) (2004)
- Paradox (Fantasie pro orchestr) (2005)
- Micimutr Symphonic Medley (2012)
- Symphonic Poem „O pokladech” (2013)
- Gnomerag(for larger group) (2014)
- Symfonie č.1 (2014)
- Golden Age Rhapsody (for bigband and symphonic orchestra) (2016)
- Symfonie č.2 „Křídla slávy” (2017)
- balet Kytice (chor. Petr Zuska)
- Sinfonieta (2019)
- Suity ze scénických kompozic (Rebeka, Romeo a Julie, Tři sestry)

### Musicale
- Carmen (2003)
- Kniha džungle (2007)
- Adéla ještě nevečeřela (2008)
- Marilyn (Překrásné děcko) (2013)
- Nevěsta (2013)

### Muzyka filmowo-telewizyjna (wybór)
- Redakce
- Horákovi
- Vřesový trůn
- Bez tváře
- Sama v čase normálnosti
- Škola princů
- Běžci
- Micimutr
- Láska je láska
- Špunti na vodě
- Kapitán Exner

### Muzyka teatralno-sceniczna (wybór)
- Frederick
- Jakobowski a plukovník
- Marathon
- Poslední doutník
- Čaj u královny
- Figarova svatba
- Tři sestry
- Saturnin
- Rebeka
- Vstupte
- Bytná na zabití
- Láska na Krymu
- Romeo a Julie
- Pygmalion
- Poprask na laguně
- Nepřítel lidu
- Velký Gatsby
- Škola žen
- Harold a Maude
- Revizor
- Zmoudření Dona Quijota